# Circuito Internazionale d'Abruzzo
Il Circuito Internazionale d'Abruzzo si trova nel comune di Ortona, nella frazione di Villa Torre. Il tracciato è molto tortuoso, il che lo rende un circuito molto tecnico. Nel circuito, oltre ad alcune competizioni motoristiche, vengono organizzati anche diversi corsi di guida. Il circuito è stato inaugurato il 28 marzo 2010.

## Descrizione del circuito
Il circuito non è particolarmente veloce e presenta diverse curve, questo lo rende un circuito particolarmente tecnico. Il tracciato può essere modificato in base al tipo di evento, esiste infatti un tracciato moto, un tracciato supermoto, un tracciato auto e kart, un tracciato minimoto e un tracciato noleggio.

## Competizioni
- Internazionali d’Italia Supermoto[6][7][8]
- CIV Minimoto[9][10][11]
- TORM[12]
- KZR Championship[12]

## Curiosità
Nel luglio 2013 sono stati presenti al Circuito Internazionale d'Abruzzo l'ex pilota di Formula 1 Michael Schumacher assieme a suo figlio Mick Schumacher (allora minorenne), il quale era lì per testare gomme, telaio e motore prima di una gara a cui partecipò nella settimana successiva.
Nello stesso giorno è stato presente anche un altro ex pilota di Formula 1: Nelson Piquet. Anche lui è stato a bordo pista, mentre suo figlio girava in pista per dei test.
Nelson Piquet stesso in quell'occasione ha affermato: «Questo circuito è tra i più belli che abbia mai visto per i kart».
Altre personalità di spicco del mondo del motorsport hanno fatto visita in altre occasioni al Circuito Internazionale d'Abruzzo, come ad esempio il padre e il fratello di Valentino Rossi, e Vitantonio Liuzzi.